# Терви, Оливер
Оливер Джонатан Терви (англ. Oliver Jonathan Turvey; род. 1 апреля, 1987, Пенрит, Великобритания) — британский автогонщик, победитель гонки «24 часа Ле-Мана» 2014 года в классе LMP2.

## Карьера

### Картинг
Как все молодые гонщики, Терви начал свою карьеру с картинга в восемь лет. После трёх сезонов он дошёл до Британского Кадетского Чемпионата в 1999, в которой он финишировал пятым, и был выбран в качестве члена британской национальной команды, которая выиграла в том году международный чемпионат. В 2000 Терви перешёл в Юниорский Национальный Чемпионат Yamaha и выиграл её. После сезона в юниорской TKM, он перешёл в юниорский класс Rotax в 2002 и занес титул этой серии себе в копилку кубков.

### Высшие серии
Дебют Терви в формульных одноместных сериях состоялся в зимней британской серии Формулы-Рено 2003. Остаток сезона провел в Формуле-Зип, где стал самым успешным новичком серии. В 2004 он перешёл в Формулу-БМВ в команду SWR и заработал одну победу. В конце сезона он дебютировал в Формуле-3 в специальном классе Азиатской версии данной серии.
На следующий сезон Терви остался в команде SWR Формулы-БМВ, появился на восьми Гран-При (в каждом по две гонки) из десяти. Проблемы с финансированием не позволили ему участвовать в более чем семи этапах 2006 года, но Терви зарабатывал очки в каждой гонке (включая пять побед), в итоге расположившись на втором месте. На Мировом финале Формулы-БМВ в Валенсии, он финишировал на шестом месте, опередив всех остальных британцев. В итоге он выиграл премию McLaren и BRDC «Молодой гонщик года».
Однако Терви не смог перейти в Британскую Формулу-3 в 2007. Он провёл сезон в Итальянской и Международной Формулах-Рено. В 2008 Терви стал вице-чемпионом Британской Формулы-3, уступив своему товарищу по команде Хайме Альгерсуари.
Терви перешёл в Мировую серию Рено, где он вместе с Альгерсуари выступал за команду Carlin. Выиграв одну гонку, он стал лучшим дебютантом, финишировав в итоге на четвёртом месте. Закончил Сезон 2009/2010 GP2 Asia и Сезон 2010 GP2.
16 ноября 2010 года он участвовал молодёжных тестах Формулы-1 в Абу-Даби за команду McLaren. Он выдал второй результат, который на 1,1 секунды медленнее быстрейшего времени, установленного Даниэлем Риккиардо на Red Bull.
Из-за того, что поддержка организации "Racing Steps Foundation" истекла в 2010, Терви не хватило средств для продолжения выступления в серии GP2. Однако, ему все же удалось выступить на этапе в Монако за команду Carlin (дебютирующую в том году), где он заменил Михаила Алешина. Он финишировал в очках в гонке-спринте, однако из-за штрафа, наложенного на него по причине фальстарта, он не получил очков. Был заменен Алвару Паренте и финишировал в общем зачете двадцать пятым.
Оливер Терви присоединился к Гэри Паффетту в качестве тест-пилота команды McLaren на 2012 год. В 2025 году присоединился к команде Williams в качестве тест-пилота.

## Результаты выступлений

### Сводная таблица
| Сезон   | Серия                                | Команда                   | Гонки              | Победы             | Поулы              | Л/Круги            | Подиумы            | Очки               | Место              |
| ------- | ------------------------------------ | ------------------------- | ------------------ | ------------------ | ------------------ | ------------------ | ------------------ | ------------------ | ------------------ |
| 2003    | Британская Zip Formula               |                           | 4                  | 0                  | -                  | -                  | -                  | 118                | 4-й                |
| 2003    | Британская Формула-Рено Зимняя серия | Mark Burdett Motorsport   | 4                  | 0                  | 0                  | 0                  | 0                  | 6                  | 18-й               |
| 2004    | Формула-БМВ Великобритания           | SWR Omegaland             | 18                 | 1                  | 0                  | 0                  | 1                  | 83                 | 7-й                |
| 2004    | Формула-БМВ Великобритания           | Team SWR Pioneer          | 18                 | 1                  | 0                  | 0                  | 1                  | 83                 | 7-й                |
| 2005    | Формула-БМВ Великобритания           | Team SWR Pioneer          | 16                 | 0                  | 1                  | 2                  | 6                  | 103                | 8-й                |
| 2006    | Формула-БМВ Великобритания           | Team Loctite              | 14                 | 5                  | 7                  | 2                  | 10                 | 209                | 2-й                |
| 2007    | Еврокубок Формулы-Рено               | Jenzer Motorsport         | 13                 | 0                  | 0                  | 0                  | 1                  | 51                 | 8-й                |
| 2007    | Формула-Рено 2.0 Италия              | Jenzer Motorsport         | 14                 | 0                  | 1                  | 0                  | 2                  | 176                | 9-й                |
| 2007    | Британский кубок Порше               | Porsche Motorsport        | 2                  | 0                  | 0                  | 0                  | 0                  | 0                  | НК†                |
| 2008    | Британская Формула-3                 | Carlin Motorsport         | 22                 | 4                  | 4                  | 4                  | 13                 | 234                | 2-й                |
| 2009    | Формула-Рено 3.5                     | Carlin Motorsport         | 17                 | 1                  | 1                  | 0                  | 5                  | 93                 | 4-й                |
| 2009    | Формула-1                            | Vodafone McLaren Mercedes | Тест-пилот         | Тест-пилот         | Тест-пилот         | Тест-пилот         | Тест-пилот         | Тест-пилот         | Тест-пилот         |
| 2010    | GP2                                  | iSport International      | 20                 | 0                  | 1                  | 1                  | 4                  | 48                 | 6-й                |
| 2010    | Формула-1                            | Vodafone McLaren Mercedes | Тест-пилот         | Тест-пилот         | Тест-пилот         | Тест-пилот         | Тест-пилот         | Тест-пилот         | Тест-пилот         |
| 2011    | GP2                                  | Carlin Motorsport         | 2                  | 0                  | 0                  | 0                  | 0                  | 0                  | 25-й               |
| 2011    | Формула-1                            | Vodafone McLaren Mercedes | Тест-пилот         | Тест-пилот         | Тест-пилот         | Тест-пилот         | Тест-пилот         | Тест-пилот         | Тест-пилот         |
| 2012    | Формула-1                            | Vodafone McLaren Mercedes | Тест-пилот         | Тест-пилот         | Тест-пилот         | Тест-пилот         | Тест-пилот         | Тест-пилот         | Тест-пилот         |
| 2013    | Европейская серия Ле-Ман             | Jota Sport                | 5                  | 1                  | 4                  | 1                  | 3                  | 71                 | 3-й                |
| 2013    | 24 часа Ле-Мана – LMP2               | Jota Sport                | 1                  | 0                  | 0                  | 0                  | 0                  | -                  | 7-й                |
| 2013    | FIA GT Series                        | MRS GT Racing             | 2                  | 0                  | 0                  | 0                  | 0                  | 0                  | НК†                |
| 2013    | Формула-1                            | Vodafone McLaren Mercedes | Тест-пилот         | Тест-пилот         | Тест-пилот         | Тест-пилот         | Тест-пилот         | Тест-пилот         | Тест-пилот         |
| 2014    | 24 часа Ле-Мана – LMP2               | Jota Sport                | 1                  | 1                  | 0                  | 0                  | 1                  | -                  | 1-й                |
| 2014    | Формула-1                            | McLaren Mercedes          | Тест-пилот         | Тест-пилот         | Тест-пилот         | Тест-пилот         | Тест-пилот         | Тест-пилот         | Тест-пилот         |
| 2014–15 | Формула-E                            | NEXTEV TCR                | 2                  | 0                  | 0                  | 0                  | 0                  | 2                  | 22-й               |
| 2015    | Super GT                             | Drago Modulo Honda Racing | 8                  | 0                  | 0                  | 0                  | 0                  | 26                 | 12-й               |
| 2015    | 24 часа Ле-Мана – LMP2               | Jota Sport                | 1                  | 0                  | 0                  | 1                  | 1                  | -                  | 2-й                |
| 2015    | Формула-1                            | McLaren Honda             | Тест-пилот         | Тест-пилот         | Тест-пилот         | Тест-пилот         | Тест-пилот         | Тест-пилот         | Тест-пилот         |
| 2015–16 | Формула-E                            | NEXTEV TCR                | 10                 | 0                  | 0                  | 0                  | 0                  | 11                 | 14-й               |
| 2016    | Super GT                             | Drago Modulo Honda Racing | 5                  | 0                  | 1                  | 0                  | 0                  | 5                  | 19-й               |
| 2016    | Формула-1                            | McLaren Honda             | Тест-пилот         | Тест-пилот         | Тест-пилот         | Тест-пилот         | Тест-пилот         | Тест-пилот         | Тест-пилот         |
| 2016–17 | Формула-E                            | NextEV                    | 12                 | 0                  | 1                  | 0                  | 0                  | 26                 | 12-й               |
| 2017    | Формула-1                            | McLaren Honda             | Тест-пилот         | Тест-пилот         | Тест-пилот         | Тест-пилот         | Тест-пилот         | Тест-пилот         | Тест-пилот         |
| 2017–18 | Формула-E                            | NIO Formula E Team        | 10                 | 0                  | 0                  | 0                  | 1                  | 46                 | 10-й               |
| 2018    | 24 часа Ле-Мана                      | CEFC TRSM Racing          | 1                  | 0                  | 0                  | 0                  | 0                  | -                  | Сход               |
| 2018    | Формула-1                            | McLaren F1 Team           | Тест-пилот         | Тест-пилот         | Тест-пилот         | Тест-пилот         | Тест-пилот         | Тест-пилот         | Тест-пилот         |
| 2018–19 | Формула-E                            | NIO Formula E Team        | 13                 | 0                  | 0                  | 0                  | 0                  | 7                  | 20-й               |
| 2018–19 | FIA World Endurance Championship     | CEFC TRSM Racing          | 1                  | 0                  | 0                  | 0                  | 0                  | 0                  | НК                 |
| 2019    | Формула-1                            | McLaren F1 Team           | Тест-пилот         | Тест-пилот         | Тест-пилот         | Тест-пилот         | Тест-пилот         | Тест-пилот         | Тест-пилот         |
| 2019–20 | Формула-E                            | NIO 333 FE Team           | 11                 | 0                  | 0                  | 0                  | 0                  | 0                  | 24-й               |
| 2020    | Формула-1                            | McLaren F1 Team           | Тест-пилот         | Тест-пилот         | Тест-пилот         | Тест-пилот         | Тест-пилот         | Тест-пилот         | Тест-пилот         |
| 2020–21 | Формула-E                            | NIO 333 FE Team           | 15                 | 0                  | 0                  | 0                  | 0                  | 13                 | 23-й               |
| 2021    | Формула-1                            | McLaren F1 Team           | Тест-пилот         | Тест-пилот         | Тест-пилот         | Тест-пилот         | Тест-пилот         | Тест-пилот         | Тест-пилот         |
| 2021–22 | Формула-E                            | NIO 333 FE Team           | Сезон продолжается | Сезон продолжается | Сезон продолжается | Сезон продолжается | Сезон продолжается | Сезон продолжается | Сезон продолжается |

† Как приглашенный гонщик, он не имел права на получение очков.

### Результаты выступлений в Мировой серии Рено
| Легенда к таблице |                                                                    |
| --- | ------------------------------------------------------------------ |
| В таблице перечислены результаты всех гонок, в которых принимал участие гонщик. Строками таблицы являются сезоны, столбцами — этапы соревнований. В каждой клетке указаны сокращённое название этапа и результат, дополнительно обозначенный цветом. Расшифровка обозначений и цветов представлена в нижеследующей таблице. |                                                                    |
| \| Пример \| Описание \| \| ------------ \| ------------------------------------------------------------------ \| \| 1 \| Победитель \| \| 2 \| Второе место \| \| 3 \| Третье место \| \| 5 \| Финишировал, заработав очки \| \| Сход \| Не финишировал, но при этом заработал очки \| \| 12 \| Финишировал, не получив очков \| \| НКЛ \| Финишировал, но не попал в финальную классификацию \| \| 15 \| Участвовал вне зачёта, либо по отдельной классификации \| \| 18 \| Не финишировал, но попал в финальную классификацию \| \| Сход \| Не финишировал \| \| НКВ \| Не прошёл квалификацию \| \| НПКВ \| Не прошёл предквалификацию \| \| ДСК \| Дисквалифицирован \| \| ИСК \| Исключён из протокола соревнований \| \| ТТ \| Заявлен для участия только в тренировках \| \| НС \| Участвовал в квалификации, но не стартовал в гонке \| \| Т \| Травмирован или болен \| \| ОТК \| Отказ от участия \| \| НТР \| Прибыл на соревнования, но на трассу не выезжал \| \| НПР \| Был заявлен в числе участников, но не прибыл к началу соревнований \| \| О \| Соревнования отменены \| \| \| Не участвовал \| \| Поул-позиция \| \| \| Быстрый круг \| \| |                                                                    |
| Пример | Описание                                                           |
| 1 | Победитель                                                         |
| 2 | Второе место                                                       |
| 3 | Третье место                                                       |
| 5 | Финишировал, заработав очки                                        |
| Сход | Не финишировал, но при этом заработал очки                         |
| 12 | Финишировал, не получив очков                                      |
| НКЛ | Финишировал, но не попал в финальную классификацию                 |
| 15 | Участвовал вне зачёта, либо по отдельной классификации             |
| 18 | Не финишировал, но попал в финальную классификацию                 |
| Сход | Не финишировал                                                     |
| НКВ | Не прошёл квалификацию                                             |
| НПКВ | Не прошёл предквалификацию                                         |
| ДСК | Дисквалифицирован                                                  |
| ИСК | Исключён из протокола соревнований                                 |
| ТТ | Заявлен для участия только в тренировках                           |
| НС | Участвовал в квалификации, но не стартовал в гонке                 |
| Т | Травмирован или болен                                              |
| ОТК | Отказ от участия                                                   |
| НТР | Прибыл на соревнования, но на трассу не выезжал                    |
| НПР | Был заявлен в числе участников, но не прибыл к началу соревнований |
| О | Соревнования отменены                                              |
| | Не участвовал                                                      |
| Поул-позиция |                                                                    |
| Быстрый круг |                                                                    |

| Год  | Команда | 1       | 2        | 3       | 4        | 5     | 6       | 7          | 8       | 9       | 10      | 11       | 12         | 13      | 14      | 15         | 16      | 17      | ЛЗ | Очки |
| ---- | ------- | ------- | -------- | ------- | -------- | ----- | ------- | ---------- | ------- | ------- | ------- | -------- | ---------- | ------- | ------- | ---------- | ------- | ------- | -- | ---- |
| 2009 | Carlin  | КАТ 1 4 | КАТ 2 11 | СПА 1 6 | СПА 2 14 | МОН 1 | ХУН 1 8 | ХУН 2 Сход | СИЛ 1 3 | СИЛ 2 3 | САР 1 3 | САР 2 10 | АЛГ 1 Сход | АЛГ 2 6 | НЮР 1 4 | НЮР 2 Сход | АРА 1 2 | АРА 2 5 | 4  | 93   |

### Результаты выступлений в серии GP2
| Легенда к таблице |                                                                    |
| --- | ------------------------------------------------------------------ |
| В таблице перечислены результаты всех гонок, в которых принимал участие гонщик. Строками таблицы являются сезоны, столбцами — этапы соревнований. В каждой клетке указаны сокращённое название этапа и результат, дополнительно обозначенный цветом. Расшифровка обозначений и цветов представлена в нижеследующей таблице. |                                                                    |
| \| Пример \| Описание \| \| ------------ \| ------------------------------------------------------------------ \| \| 1 \| Победитель \| \| 2 \| Второе место \| \| 3 \| Третье место \| \| 5 \| Финишировал, заработав очки \| \| Сход \| Не финишировал, но при этом заработал очки \| \| 12 \| Финишировал, не получив очков \| \| НКЛ \| Финишировал, но не попал в финальную классификацию \| \| 15 \| Участвовал вне зачёта, либо по отдельной классификации \| \| 18 \| Не финишировал, но попал в финальную классификацию \| \| Сход \| Не финишировал \| \| НКВ \| Не прошёл квалификацию \| \| НПКВ \| Не прошёл предквалификацию \| \| ДСК \| Дисквалифицирован \| \| ИСК \| Исключён из протокола соревнований \| \| ТТ \| Заявлен для участия только в тренировках \| \| НС \| Участвовал в квалификации, но не стартовал в гонке \| \| Т \| Травмирован или болен \| \| ОТК \| Отказ от участия \| \| НТР \| Прибыл на соревнования, но на трассу не выезжал \| \| НПР \| Был заявлен в числе участников, но не прибыл к началу соревнований \| \| О \| Соревнования отменены \| \| \| Не участвовал \| \| Поул-позиция \| \| \| Быстрый круг \| \| |                                                                    |
| Пример | Описание                                                           |
| 1 | Победитель                                                         |
| 2 | Второе место                                                       |
| 3 | Третье место                                                       |
| 5 | Финишировал, заработав очки                                        |
| Сход | Не финишировал, но при этом заработал очки                         |
| 12 | Финишировал, не получив очков                                      |
| НКЛ | Финишировал, но не попал в финальную классификацию                 |
| 15 | Участвовал вне зачёта, либо по отдельной классификации             |
| 18 | Не финишировал, но попал в финальную классификацию                 |
| Сход | Не финишировал                                                     |
| НКВ | Не прошёл квалификацию                                             |
| НПКВ | Не прошёл предквалификацию                                         |
| ДСК | Дисквалифицирован                                                  |
| ИСК | Исключён из протокола соревнований                                 |
| ТТ | Заявлен для участия только в тренировках                           |
| НС | Участвовал в квалификации, но не стартовал в гонке                 |
| Т | Травмирован или болен                                              |
| ОТК | Отказ от участия                                                   |
| НТР | Прибыл на соревнования, но на трассу не выезжал                    |
| НПР | Был заявлен в числе участников, но не прибыл к началу соревнований |
| О | Соревнования отменены                                              |
| | Не участвовал                                                      |
| Поул-позиция |                                                                    |
| Быстрый круг |                                                                    |

| Год  | Команда              | 1       | 2       | 3        | 4        | 5        | 6        | 7          | 8        | 9       | 10    | 11      | 12    | 13      | 14      | 15      | 16      | 17      | 18      | 19      | 20       | ЛЗ | Очки |
| ---- | -------------------- | ------- | ------- | -------- | -------- | -------- | -------- | ---------- | -------- | ------- | ----- | ------- | ----- | ------- | ------- | ------- | ------- | ------- | ------- | ------- | -------- | -- | ---- |
| 2010 | iSport International | ИСП 1 5 | ИСП 2 5 | МОН 1 15 | МОН 2 15 | ТУР 1 14 | ТУР 2 18 | ВАЛ 1 Сход | ВАЛ 2 12 | ВЕЛ 1 8 | ВЕЛ 2 | ГЕР 1 8 | ГЕР 2 | ВЕН 1 4 | ВЕН 2 5 | БЕЛ 1 6 | БЕЛ 2 5 | ИТА 1 3 | ИТА 2 6 | АБУ 1 2 | АБУ 2 17 | 6  | 47   |
| 2011 | Carlin               | ТУР 1   | ТУР 2   | ИСП 1    | ИСП 2    | МОН 1 14 | МОН 2 8  | ВАЛ 1      | ВАЛ 2    | ВЕЛ 1   | ВЕЛ 2 | ГЕР 1   | ГЕР 2 | ВЕН 1   | ВЕН 2   | БЕЛ 1   | БЕЛ 2   | ИТА 1   | ИТА 2   |         |          | 25 | 0    |

### Результаты выступлений в серии GP2 Asia
| Легенда к таблице |                                                                    |
| --- | ------------------------------------------------------------------ |
| В таблице перечислены результаты всех гонок, в которых принимал участие гонщик. Строками таблицы являются сезоны, столбцами — этапы соревнований. В каждой клетке указаны сокращённое название этапа и результат, дополнительно обозначенный цветом. Расшифровка обозначений и цветов представлена в нижеследующей таблице. |                                                                    |
| \| Пример \| Описание \| \| ------------ \| ------------------------------------------------------------------ \| \| 1 \| Победитель \| \| 2 \| Второе место \| \| 3 \| Третье место \| \| 5 \| Финишировал, заработав очки \| \| Сход \| Не финишировал, но при этом заработал очки \| \| 12 \| Финишировал, не получив очков \| \| НКЛ \| Финишировал, но не попал в финальную классификацию \| \| 15 \| Участвовал вне зачёта, либо по отдельной классификации \| \| 18 \| Не финишировал, но попал в финальную классификацию \| \| Сход \| Не финишировал \| \| НКВ \| Не прошёл квалификацию \| \| НПКВ \| Не прошёл предквалификацию \| \| ДСК \| Дисквалифицирован \| \| ИСК \| Исключён из протокола соревнований \| \| ТТ \| Заявлен для участия только в тренировках \| \| НС \| Участвовал в квалификации, но не стартовал в гонке \| \| Т \| Травмирован или болен \| \| ОТК \| Отказ от участия \| \| НТР \| Прибыл на соревнования, но на трассу не выезжал \| \| НПР \| Был заявлен в числе участников, но не прибыл к началу соревнований \| \| О \| Соревнования отменены \| \| \| Не участвовал \| \| Поул-позиция \| \| \| Быстрый круг \| \| |                                                                    |
| Пример | Описание                                                           |
| 1 | Победитель                                                         |
| 2 | Второе место                                                       |
| 3 | Третье место                                                       |
| 5 | Финишировал, заработав очки                                        |
| Сход | Не финишировал, но при этом заработал очки                         |
| 12 | Финишировал, не получив очков                                      |
| НКЛ | Финишировал, но не попал в финальную классификацию                 |
| 15 | Участвовал вне зачёта, либо по отдельной классификации             |
| 18 | Не финишировал, но попал в финальную классификацию                 |
| Сход | Не финишировал                                                     |
| НКВ | Не прошёл квалификацию                                             |
| НПКВ | Не прошёл предквалификацию                                         |
| ДСК | Дисквалифицирован                                                  |
| ИСК | Исключён из протокола соревнований                                 |
| ТТ | Заявлен для участия только в тренировках                           |
| НС | Участвовал в квалификации, но не стартовал в гонке                 |
| Т | Травмирован или болен                                              |
| ОТК | Отказ от участия                                                   |
| НТР | Прибыл на соревнования, но на трассу не выезжал                    |
| НПР | Был заявлен в числе участников, но не прибыл к началу соревнований |
| О | Соревнования отменены                                              |
| | Не участвовал                                                      |
| Поул-позиция |                                                                    |
| Быстрый круг |                                                                    |

| Год     | Команда                 | 1        | 2        | 3        | 4        | 5        | 6        | 7        | 8         | ЛЗ | Очки |
| ------- | ----------------------- | -------- | -------- | -------- | -------- | -------- | -------- | -------- | --------- | -- | ---- |
| 2009/10 | iSport International    | АБУ1 1 8 | АБУ1 2 4 | АБУ2 1   | АБУ2 2 5 | БАХ1 1 9 | БАХ1 2 6 | БАХ2 1 9 | БАХ2 2 11 | 6  | 17   |
| 2011    | Ocean Racing Technology | АБУ 1 18 | АБУ 2 19 | ИТА 1 15 | ИТА 2 8  |          |          |          |           | 16 | 0    |

### Формула-E
| Сезон   | Команда            | 1      | 2        | 3        | 4        | 5       | 6      | 7      | 8      | 9        | 10       | 11       | 12     | 13     | 14     | 15     | 16  | Очки | Место |
| ------- | ------------------ | ------ | -------- | -------- | -------- | ------- | ------ | ------ | ------ | -------- | -------- | -------- | ------ | ------ | ------ | ------ | --- | ---- | ----- |
| 2014/15 | NEXTEV TCR         | ПЕК    | ПУТ      | ПДЭ      | БУЭ      | МАЙ     | ЛБЧ    | МОН    | БЕР    | МОС      | ЛОН 9    | ЛОН 9    |        |        |        |        |     | 4    | 22-й  |
| 2015/16 | NEXTEV TCR         | ПЕК 6  | ПУТ Сход | ПДЭ 12   | БУЭ 9    | МЕХ 11  | ЛБЧ 12 | ПАР 13 | БЕР 12 | ЛОН 15†  | ЛОН 10   |          |        |        |        |        |     | 11   | 14-й  |
| 2016/17 | NEXTEV NIO         | ГКГ 8  | МАР 7    | БУЭ 9    | МЕХ Сход | МОН 13† | ПАР 11 | БЕР 10 | БЕР 9  | HЙК 6    | HЙК 14   | МРЛ 15   | МРЛ 17 |        |        |        |     | 26   | 12-й  |
| 2017/18 | NIO Formula E Team | ГКГ 16 | ГКГ 6    | МАР Сход | САН 14   | МЕХ 2   | ПДЭ 7  | РИМ 12 | ПАР 9  | БЕР 5    | ЦЮР 9    | HЙК НС   | HЙК    |        |        |        |     | 46   | 10-й  |
| 2018/19 | NIO Formula E Team | ДИР 13 | МАР 16   | САН 8    | МЕХ 12   | ГКГ 9   | СНЬ 12 | РИМ 13 | ПАР 14 | МОН Сход | БЕР 18   | БРН 16   | НЙК 10 | НЙК 13 |        |        |     | 7    | 20-й  |
| 2019/20 | NIO 333 FE Team    | ДИР 15 | ДИР ДСК  | САН 11   | МЕХ 13   | МАР 21  | БЕР 16 | БЕР 18 | БЕР 16 | БЕР 22   | БЕР 19   | БЕР 21   |        |        |        |        |     | 0    | 24-й  |
| 2020/21 | NIO 333 FE Team    | ДИР 10 | ДИР 6    | РИМ НС   | РИМ 14   | ВАЛ НК  | ВАЛ 8  | МОН 19 | ПУЭ 11 | ПУЭ Сход | НЙК Сход | НЙК Сход | ЛОН 15 | ЛОН 14 | БЕР 19 | БЕР 19 |     | 13   | 23-й  |
| 2021/22 | NIO 333 FE Team    | ДИР 19 | ДИР 18   | МЕХ 14   | РИМ 17   | РИМ 7   | МОН    | БЕР    | БЕР    | ДЖА      | ВАН      | НЙК      | НЙК    | ЛОН    | ЛОН    | СЕУ    | СЕУ |      |       |